# Estación de Puidoux-Chexbres
La estación de Puidoux (desde diciembre de 2018) es la principal estación ferroviaria de la comuna suiza de Puidoux, en el Cantón de Vaud.

## Historia y situación
La estación de Puidoux fue inaugurada en el año 1862 con la puesta en servicio del tramo Lausana - Friburgo de la línea Lausana - Berna. En 1904 se inauguró la línea que une a la estación con Vevey (Perteneciente a la línea Lausana - Brig).
Se encuentra ubicada a casi 2 kilómetros al suroeste del centro del núcleo urbano de Puidoux, dando también servicio a Chexbres, situado en el este de la estación. Cuenta con dos andenes, uno y otro lateral, a los que acceden tres vías pasantes a las que hay que añadir otra vía pasante y vías toperas. Al salir de la estación en dirección a Vevey existe una derivación a una fábrica.
En términos ferroviarios, la estación se sitúa en la línea Lausana - Berna, y es el extremo de la línea Vevey - Puidoux-Chexbres. Sus dependencias ferroviarias colaterales son la estación de Grandvaux hacia Lausana, la estación de Chexbres-Village hacia Vevey y la estación de Moreillon en dirección Berna.

## Servicios ferroviarios
Los servicios ferroviarios de esta estación están prestados por SBB-CFF-FFS:

### Regional
- RE Lausana - Palézieux - Payerne. Estos trenes circulan únicamente de lunes a viernes en las franjas de mayor demanda, es decir, sentido Lausana por la mañana y sentido Payerne por la tarde. Al ser RegioExpress, sólo efectúan parada en las estaciones más importantes del trayecto.

### RER Vaud
La estación forma parte de la red de trenes de cercanías RER Vaud, que se caracteriza por trenes de alta frecuencia que conectan las principales ciudades y comunas del cantón de Vaud. Por ella pasan cuatro líneas de la red:
- S 2 Vallorbe - Lausana - Puidoux - Palézieux.
- S 4 Allaman - Morges - Lausana - Puidoux - Palézieux.
- S 21 Lausana - Puidoux - Palézieux - Payerne.
- S 31 Vevey - Chexbres-Village - Puidoux-Chexbres.